# Suliformes
Suliformes é uma ordem de aves aquáticas que compreende quatro famílias, e que tradicionalmente pertenciam a ordem Pelecaniformes. Vários estudos filogenéticos de sequências de genes mitocondriais e nucleares demonstraram que as famílias tradicionalmente colocadas na ordem Pelecaniformes eram parafiléticas em relação a ordem Ciconiiformes.

## Famílias
- Fregatidae Degland & Gerbe, 1867
- Sulidae Reichenbach, 1849
- Phalacrocoracidae Reichenbach, 1849
- Anhingidae Reichenbach, 1849

## Espécies
- Fregatidae
  - Fregata magnificens
  - Fregata aquila
  - Fregata andrewsi
  - Fregata minor
  - Fregata ariel

- Sulidae
  - Sula nebouxii
  - Sula variegata
  - Sula dactylatra
  - Sula granti
  - Sula sula
  - Sula leucogaster
  - Papasula abbotti
  - Morus bassanus
  - Morus capensis
  - Morus serrator

- Phalacrocoracidae

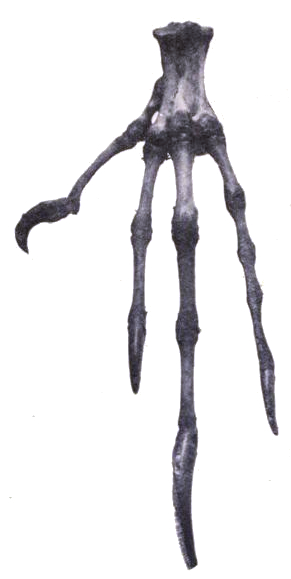
Ossos do pé esquerdo da Fregata aquila mostrando a sua borda pectinada na unha do meio, uma característica dos Suliformes.

  - Corvo-marinho-pigmeu, Microcarbo pygmaeus[6]
  - Corvo-marinho-africano, Microcarbo africanus[6]
  - Corvo-marinho-coroado, Microcarbo coronatus[6]
  - Corvo-marinho-de-bico-curto, Microcarbo melanoleucos[6]
  - Corvo-marinho-javanês, Microcarbo niger[6]
  - Corvo-marinho-de-patas-vermelhas, Poikilocarbo gaimardi
  - Corvo-marinho-de-garganta-azul, Urile penicillatus
  - Corvo-marinho-de-faces-vermelhas, Urile urile
  - Corvo-marinho-pelágico, Urile pelagicus
  - Corvo-marinho-de-lunetas, Urile perspicillatus †
  - Corvo-marinho-dos-baixios, Phalacrocorax neglectus
  - Corvo-marinho-de-socotra, Phalacrocorax nigrogularis
  - Corvo-marinho-de-pitt, Phalacrocorax featherstoni
  - Corvo-marinho-de-pintas, Phalacrocorax punctatus
  - Corvo-marinho-da-tasmânia, Phalacrocorax fuscescens
  - Corvo-marinho-alvinegro, Phalacrocorax varius
  - Corvo-marinho-preto, Phalacrocorax sulcirostris
  - Corvo-marinho-indiano, Phalacrocorax fuscicollis
  - Corvo-marinho-do-cabo, Phalacrocorax capensis
  - Corvo-marinho-japonês, Phalacrocorax capillatus
  - Corvo-marinho-de-peito-branco, Phalacrocorax lucidus
  - Corvo-marinho-de-faces-brancas, Phalacrocorax carbo
  - Corvo-marinho-de-crista, Gulosus aristotelis
  - Cormorão-das-galápagos, Nannopterum harrisi
  - Biguá, Nannopterum brasilianus
  - Corvo-marinho-de-orelhas, Nannopterum auritum
  - Corvo-marinho-de-magalhães, Leucocarbo magellanicus
  - Corvo-marinho-do-guano, Leucocarbo bougainvillii[6]
  - Corvo-marinho-das-bounty, Leucocarbo ranfurlyi [6]
  - Corvo-marinho-maori, Leucocarbo carunculatus [6]
  - Corvo-marinho-das-chatham, Leucocarbo onslowi [6]
  - Corvo-marinho-de-otago, Leucocarbo chalconotus [6]
  - Corvo-marinho-das-auckland, Leucocarbo colensoi [6]
  - Corvo-marinho-das-campbell, Leucocarbo campbelli [6]
  - Corvo-marinho-imperial, Leucocarbo atriceps[6]
  - Corvo-marinho-da-geórgia-do-sul, Leucocarbo georgianus[6]
  - Corvo-marinho-das-crozet, Leucocarbo melanogenis [6]
  - Corvo-marinho-antárctico, Leucocarbo bransfieldensis
  - Corvo-marinho-das-kerguelen, Leucocarbo verrocosus [6]
  - Corvo-marinho-da-ilha-heard, Leucocarbo nivalis [6]
  - Corvo-marinho-de-macquarie, Leucocarbo purpurascens [6]

- Anhingidae
  - Anhinga anhinga
  - Anhinga melanogaster
  - Anhinga rufa
  - Anhinga novaehollandiae